# العولقية (الصومعة)

تعديل مصدري - تعديل

العولقية هي إحدى قرى عزلة ال سعيد بمديرية الصومعة التابعة لمحافظة البيضاء، بلغ تعداد سكانها 519 نسمة حسب تعداد اليمن لعام 2004.